# Jari Ilola
Jari Ilola (Oulu, 24 november 1978) is een voormalig profvoetballer uit Finland, die sinds 2003 als middenvelder speelde bij de Zweedse club IF Elfsborg. Daar beëindigde hij zijn loopbaan in 2010.

## Interlandcarrière
Ilola kwam in totaal dertig keer (één doelpunt) uit voor de nationale ploeg van Finland in de periode 1998–2007. Hij maakte zijn debuut op 10 oktober 1998 in de EK-kwalificatiewedstrijd tegen Noord-Ierland (1-0) in Belfast onder leiding van bondscoach Richard Møller Nielsen. Zijn eerste en enige interlandtreffer maakte hij op 7 januari 2002 in de vriendschappelijke wedstrijd tegen Albanië (1-1) in Manamah.

## Erelijst
HJK Helsinki
- Suomen Cup

1998
 IF Elfsborg
- Zweeds landskampioen

2006